# پل مک‌فرسون
پل مک‌فرسون (انگلیسی: Paul McPherson؛ زادهٔ ۳ ژوئیهٔ ۱۹۷۸) بازیکن بسکتبال اهل ایالات متحده آمریکا است.
از باشگاه‌هایی که در آن بازی کرده‌است می‌توان به گلدن استیت واریرز، هارلم گلوبتراترز، و فینیکس سانز اشاره کرد.